# 조시아 매밋
조시아 매밋(Zosia Mamet, 1988년 2월 2일 ~ )은 미국의 배우, 음악가이다.

## 출연 작품

### 영화
- 콜린 피츠 살아있다! (1997, Colin Fitz Lives!)
- 울프 (2009, War Wolves)
- Off the Ledge (2009)
- 그린버그 (2010)
- 체리 (2010, Cherry)
- 에브리바디 올라잇 (2010)
- Sunset Stories (2012)
- Rhymes with Banana (2012)
- The Last Keepers (2013)
- Emily & Tim (2015)
- 여동생의 비밀 (2015)
- Last Call (2016)
- 위너독 (2016, Wiener-Dog)
- 하나 빼고 완벽한 뉴욕 아파트 (2017)
- 언더 더 실버레이크 (2018)
- 트롤: 밴드 투게더 (2023) - 목소리
- 마담 웹 (2024) - 아마리아 역

### 텔레비전
- 유나이티드 스테이트 오브 타라 (2010)
- 페어런트후드 (2010-11)
- 매드맨 (2010-12)
- 걸스 (2012-17)
- Once Upon a Sesame Street Christmas (2016)
- 언브레이커블 키미 슈미트 (2016, 2018)
- Fabled (2018)
- 플라이트 어텐던트 (2002-22)